# Hypocrea pallida
Hypocrea pallida är en svampart som beskrevs av Ellis & Everh. 1886. Hypocrea pallida ingår i släktet svampdynor och familjen Hypocreaceae.   Inga underarter finns listade i Catalogue of Life.
I den svenska databasen Dyntaxa används istället namnet Protocrea pallida för samma taxon.  Arten är reproducerande i Sverige.